# Oe och Of (lok)

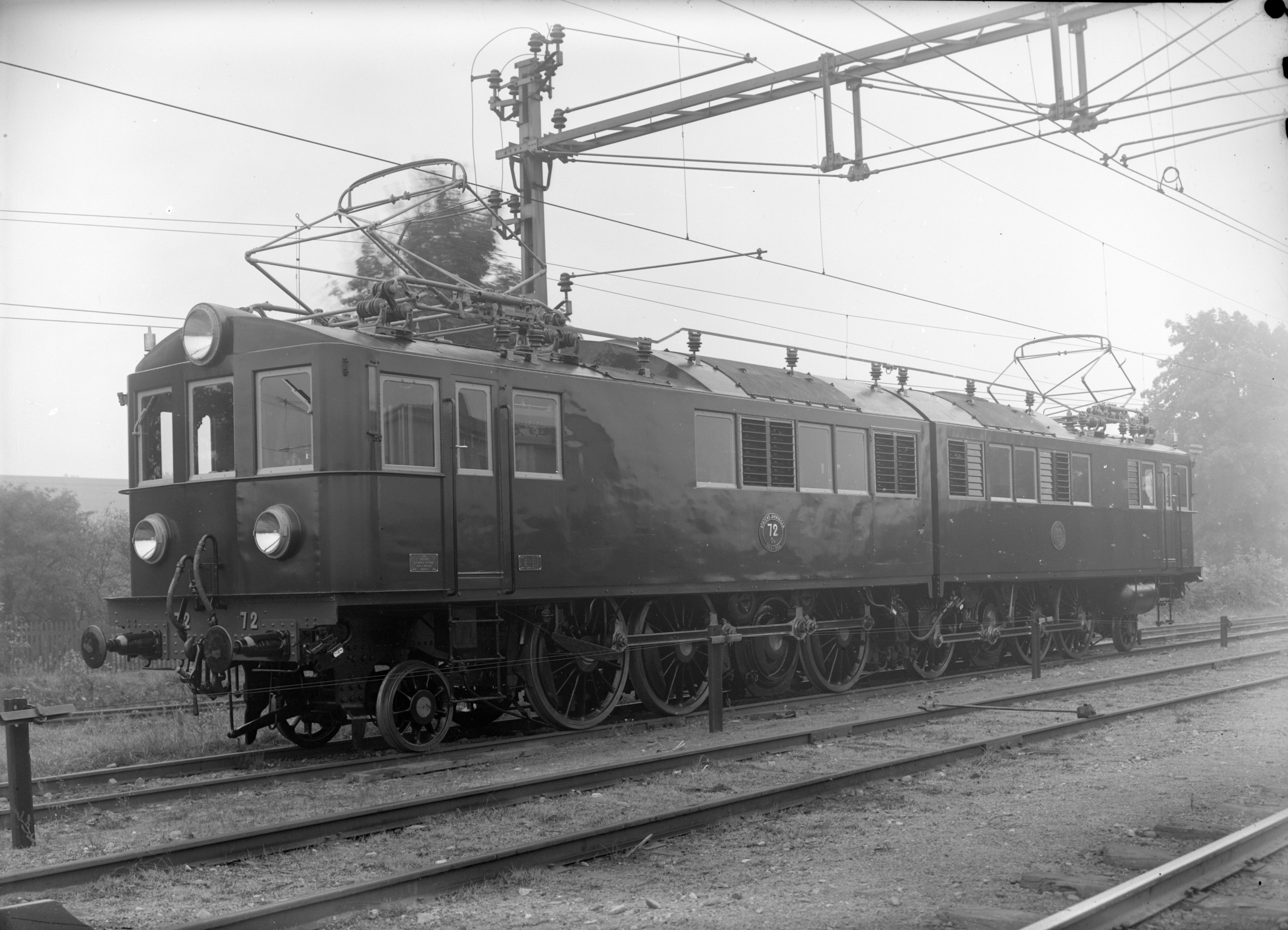
SJ Of2-lok nr 72/73 med stålkorg
Järnvägsmuseet KBFP00001

Oe- och Of-loken var en serie elektrolok vid Statens Järnvägar (SJ) som användes för att dra malmtåg vid Malmbanan från år 1922 (Oe) och år 1924 (Of). Oe/Of-loken var designade som koppelstångslok och byggdes som dubbellok med axelföljden 1'C+C1'. Oe-loken hade en elektrisk utrustning från en tysk tillverkare, medan Of-loken hade en elektrisk utrustning från en svensk tillverkare. I övrigt var Oe- och Of-loken nästan identiska. Under perioden 1937-44 byggdes Oe-loken om och fick bland annat likadan elektrisk utrustning som Of-loken. I samband med detta så omlittererades Oe-loken till littera Of2. De sista Of/Of2-loken slopades 1972 och år 1973 var samtliga Of/Of2-lok skrotade.

## Tillverkning
Oe-lokens mekaniska del tillverkades av AB Motala Verkstad. Den elektriska delen levererades av tyska WASSEG. WASSEG var en akronym för ett konsortium mellan de två elektrotekniska bolagen Siemens-Schuckertwerke (SSW) och Allgemeine Elektricitäts-Gesellshaft (AEG). Totalt 11 dubbellok färdigställdes och levererades till SJ under perioden 1922-23. Under perioden 1937-44 byggdes Oe-loken om och fick bland annat likadana drivmotorer, huvudtransformatorer och reduktionsväxlar som Of-loken. I samband med detta så omlittererades Oe-loken till littera Of2. Tvåan lades till för att särskilja dessa lok från de ursprungliga Of-loken. Ombyggnationen ombesörjdes både av AB Motala Verkstad och AB Svenska Järnvägsverkstäderna (ASJ). Den nya elektriska utrustningen kom från Allmänna Svenska Elektriska AB (ASEA).
Of-lokens mekaniska del tillverkades av ASJ och den elektriska delen levererades av ASEA. Totalt 10 dubbellok färdigställdes och levererades till SJ under perioden 1924-29.
Samtliga dubbellok hade en korg byggd i trä och täckt med teakpanel, en design som först användes i Od- och Pb-loken och senare även i de tidiga D-loken. Vissa Of/Of2-lok fick dock sina träkorgar utbytta mot stålkorgar (se bild).
En del Of/Of2-lok utrustades med elektrisk tågvärme under framför allt 1940-talet.

## Elektrisk utrustning
Varje lokhalva hade varsin huvudtransformator, och via kontaktledningen matades primärsidorna med nominellt 15 kV enfasig växelström, antingen med frekvensen 15 eller 16⅔ Hz. På sekundärsidorna fanns fem spänningsuttag för drivmotorström, som via kontaktorer kombinerades till 10 (Oe) eller 13 (Of/Of2) olika nivåer av drivmotorspänningar. Föraren styrde kontaktorerna via ett reglage, den s.k. kontrollern. Kontrollern hade 10 (Oe) eller 13 (Of/Of2) huvudlägen och ett s.k. halvläge för lågfartsmanövrering. Mellan varje huvudläge fanns ett övergångsläge som kopplade upp spänningen separat i den bakre lokhalvan. På så sätt kunde föraren undvika alltför stora dragkraftssprång. Varje lokhalva hade varsin strömavtagare, och dessa var sammankopplade med en genomgående takledning.

## Of3-loken
Under perioden 1953-61 var nio dubbellok temporärt ombyggda till sex trippellok med axelföljden 1'C+C1'+C1', där vissa dubbellok alltså delats och fogats samman till ett intakt dubbellok. På dessa trippellok fick den mellersta sektionen sin strömavtagare demonterad, och den takmonterade högspänningsledningen täckte alla tre loksektionerna genomgående. Den ursprungliga spänningsregleringen med 13 huvudlägen och 12 övergångslägen bibehölls, men istället så alternerade huvudlägena och övergångslägena mellan ett helt dubbellok och den tillfogade lokhalvan. Mellan Kiruna och Narvik tilläts Of3-loken dra vagnvikter upp till 3100 ton. På samma sträcka tilläts Of/Of2-loken dra max 2250 ton.
Även dubbelloket Type El3 vid Norges Statsbaner (NSB), som hade en liknande grundkonstruktion som Oe-loken och ungefär samma prestanda, genomgick samma konvertering där vissa dubbellok byggdes om till trippellok. El3-loken bedrev malmtransporter på Malmbanan och Ofotbanen parallellt med SJ:s malmtågslok. I samband med Of3-lokens tillkomst så omlittererades samtliga kvarvarande dubbellok till Of2. Of2 och Of3 kom därefter att bara referera till dubbel- eller trippellok, oavsett den teknisk-historiska bakgrunden. Fotografier på Of3-lok finns publicerade hos Digitalt Museum, se Externa länkar.

## Jämförelse mellan Oe/Of/Of2/Of3-loken
Uppgifterna i tabellen är hämtade från Svenska Ellok. Kungliga Järnvägsstyrelsen angav 1931 endast 30 tons dragkraft för Oe- och Of-loken. Viktsuppgifterna för Of- och Of2-loken gäller ursprungsvärdena. Under 1950-talet barlastades dessa lok till samma axeltryck som Of3-loken, 18 ton. Of- och Of2-loken kom då att ha en tjänstevikt på 136 ton och en adhesionsvikt på 108 ton.
|             | PRESTANDA   | PRESTANDA     | PRESTANDA | DRIVMOTORER  | DRIVMOTORER | DRIVMOTORER | HJULDIAMETRAR | HJULDIAMETRAR     | DIMENSIONER | DIMENSIONER   | VIKTER          | VIKTER      | VIKTER   |
| TIM- EFFEKT | DRAG- KRAFT | MAX HASTIGHET | ANTAL     | BETECK- NING | UTVÄX- LING | DRIV- HJUL  | LÖP- HJUL     | LÄNGD Ö BUFFERTAR | HJUL- BAS   | TJÄNSTE- VIKT | ADHESIONS- VIKT | AXEL- TRYCK |          |
| Oe          | 2880 hk     | 39 ton        | 60 km/h   | 4            | ELM 1/1     | 19:93       | 1530 mm       | 850 mm            | 20930 mm    | 16600 mm      | 126800 kg       | 100800 kg   | 16800 kg |
| Of          | 2800 hk     | 40 ton        | "         | "            | KJ 127      | 22:105      | "             | "                 | 20926 mm    | 16300 mm      | 127800 kg       | 101600 kg   | 17000 kg |
| Of2         | "           | 40 ton        | "         | "            | "           | "           | "             | "                 | 20930 mm    | 16600 mm      | "               | "           | "        |
| Of3         | 4200 hk     | 60 ton        | "         | 6            | "           | "           | "             | "                 | 31355 mm    | 27025 mm      | 204000 kg       | 162000 kg   | 18000 kg |